# Romanent de nova

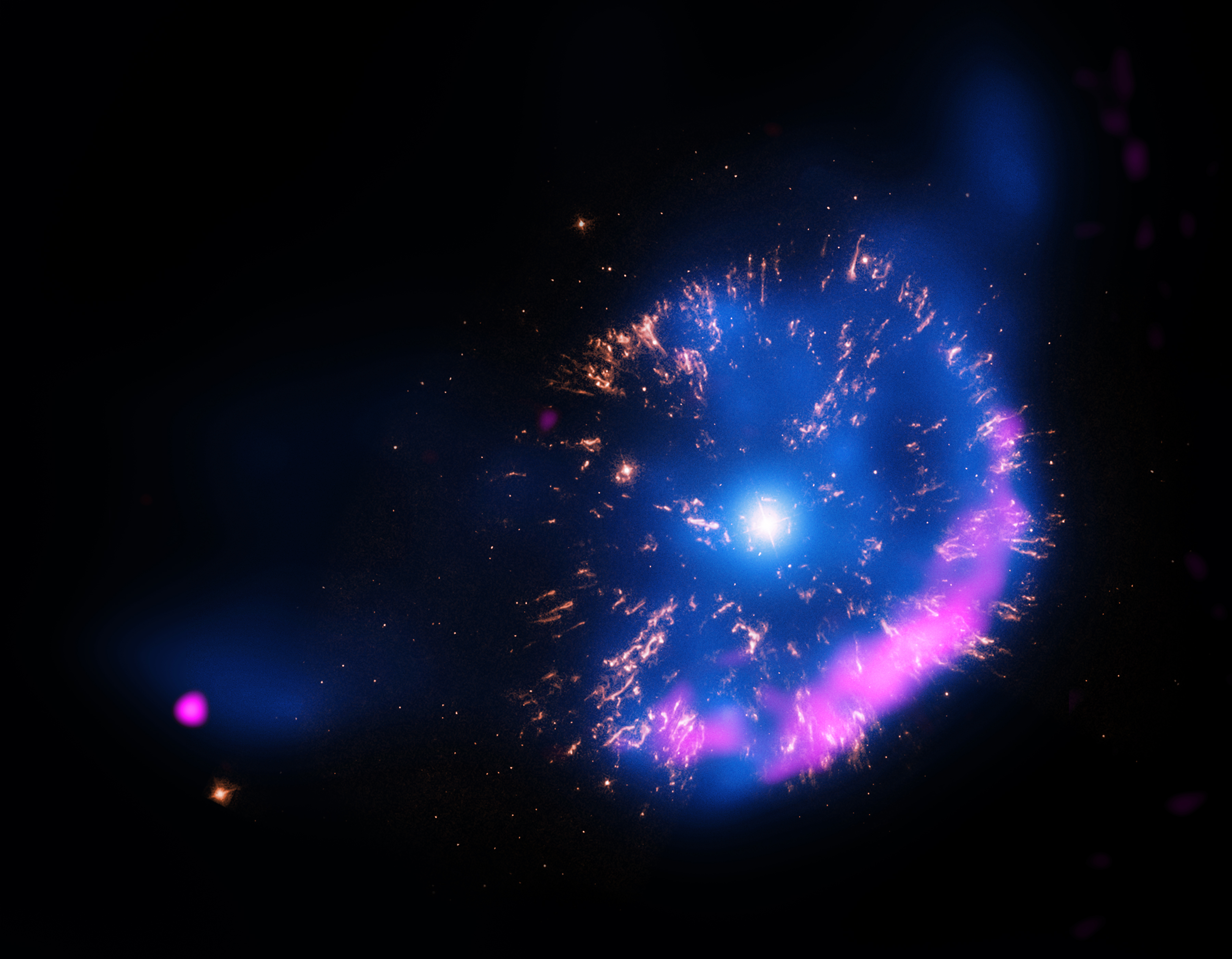
GK Persei: Nova de 1901 - romanent

Un romanent de nova és fet del material qualsevol va deixar darrere per l'explosió gegantina d'un protagonitzar un nova, o de les bombolles de gas van atacar fora en un recurrent Un romanent de nova consisteix en el material que es deixa enrere per l'explosió gegantina d'una estrella a una nova, o per les bombolles del gas arrencat en una nova recurrent. Té una velocitat d'expansió de l'entorn de 1000 km/s, i té una vida útil d'uns pocs segles. Tenint en compte el seu temps de vida tan curt, en general, els romanents de nova no hi són en el moment en què la seva llum ens arriba. Els romanents de nova són molt menys massius que els romanents de supernova o les nebuloses planetàries.

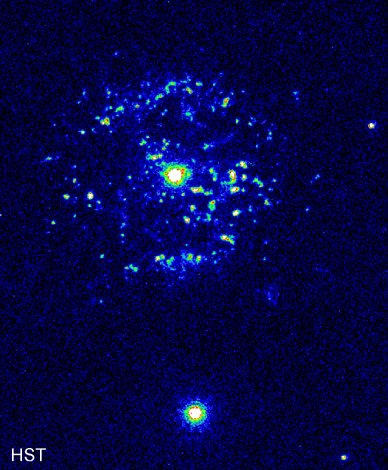
Romanent de nova T Pyxidis